# Aphrophila coronata
Aphrophila coronata är en tvåvingeart som beskrevs av Alexander 1944. Aphrophila coronata ingår i släktet Aphrophila och familjen småharkrankar. Inga underarter finns listade i Catalogue of Life.